# Постоянная решётки
Постоя́нная решётки, или параметр решётки — размеры элементарной кристаллической ячейки кристалла. В общем случае элементарная ячейка представляет собой параллелепипед с различными длинами рёбер, обычно эти длины обозначают как a, b, c. Но в некоторых частных случаях кристаллической структуры дли́ны этих рёбер совпадают. Если к тому же выходящие из одной вершины рёбра равны и взаимно перпендикулярны, то такую структуру называют кубической. Структуру с двумя равными рёбрами, находящимися под углом 120 градусов, и третьим ребром, перпендикулярным им, называют гексагональной.
Принято считать что, параметры элементарной ячейки описываются 6 числами: 3 длинами рёбер и 3 углами между рёбрами, принадлежащими одной вершине параллелепипеда.
Например, элементарная ячейка алмаза — кубическая и имеет параметр решётки 0,357 нм при температуре 300 К.
В литературе обычно не приводят все шесть параметров решётки, только среднюю длину рёбер ячейки и тип решётки.
Размерность параметров решётки a, b, c в СИ — длина. Величину, ввиду малости, обычно приводят в нанометрах или ангстремах (1 Å = 0,1 нм).
Параметры решётки могут быть экспериментально определены методами рентгеноструктурного анализа (исторически первый метод, развитый в начале XX века) или, начиная с конца XX века, — атомно-силовой микроскопией. Параметр кристаллической решётки может использоваться в качестве природного эталона длины нанометрового диапазона.

## Объём элементарной ячейки
Объём элементарной ячейки можно вычислить, зная её параметры (длины и углы параллелепипеда). Если три смежных ребра ячейки представить в виде векторов, то объём ячейки V равен (с точностью до знака) тройному скалярному произведению этих векторов (то есть скалярному произведению одного из векторов на векторное произведение двух других). В общем случае
{\displaystyle V=abc{\sqrt {1+2\cos \alpha \cos \beta \cos \gamma -\cos ^{2}\alpha -\cos ^{2}\beta -\cos ^{2}\gamma }}.}
Для моноклинных решёток α = γ = 90°, и формула упрощается до
{\displaystyle V=abc\sin \beta .}
Для орторомбических, тетрагональных и кубических решёток угол β также равен 90°, поэтому
{\displaystyle V=abc.}
Для тригональных (ромбоэдрических) решёток α = β = γ ≠ 90°, а также  a = b = c, поэтому
{\displaystyle V=a^{3}{\sqrt {1+2\cos ^{3}\alpha -3\cos ^{2}\alpha }}.}

## Слоистые полупроводниковыегетероструктуры
Постоянство параметров решётки разнородных материалов позволяет получить слоистые, с толщиной слоёв в единицы нанометров сэндвичи разных полупроводников. Этот метод обеспечивает получение широкой запрещённой зоны во внутреннем слое полупроводника и используется при производстве высокоэффективных светодиодов и полупроводниковых лазеров.

## Согласование параметров решётки
Параметры решётки важны при эпитаксиальном выращивании тонких монокристаллических слоёв другого материала на поверхности иного монокристалла — подложки. При значительной разнице параметров решётки материалов трудно получить монокристалличность и бездислокационность наращиваемого слоя. Например, в полупроводниковой технологии для выращивания эпитаксиальных слоёв монокристаллического кремния в качестве гетероподложки обычно используют сапфир (монокристалл оксида алюминия), так как оба имеют практически равные постоянные решётки, но с разным типом сингонии, у кремния — кубическая типа алмаза, у сапфира — тригональная.
Обыкновенно параметры решётки подложки и наращиваемого слоя выбирают так, чтобы обеспечить минимум напряжений в слое плёнки.
Другим способом согласования параметров решёток является метод формирования переходного слоя между плёнкой и подложкой, в котором параметр решётки изменяется плавно (например, через слой твёрдого раствора с постепенным замещением атомов вещества подложки атомами выращиваемой плёнки, так чтобы параметр решётки слоя твёрдого раствора у самой плёнки совпадал с этим параметром плёнки).
Например, слой фосфида индия-галлия с шириной запрещённой зоны 1,9 эВ может быть выращен на пластине арсенида галлия с помощью метода промежуточного слоя.